# نمره ناگنت
نمره ناگنت یک واحد نمره دهی برای سواب واژینال به تشخیص واژینوز باکتریال است. این روش برای اولین بار در سال ۱۹۹۱ توسط پی ناگنت شرح داده شده‌است. ناگنت محاسبه این روش نمره دهی را بر حسب ارزیابی گرم مثبت و متغیر محدوده ۰ تا ۱۰ ارائه کرده‌است. ناگنت در حال حاضر به ندرت توسط پزشکان با توجه به زمان لازم برای خواندن اسلاید و نیاز به استفاده از یک روت میکروسکوپیست استفاده می‌شود.